# Национальная ассамблея ЮАР
Национальная ассамблея Южно-Африканской Республики (англ. National Assembly of South Africa) — нижняя палата парламента Южно-Африканской Республики. Состоит из 400 депутатов. На выборах используются партийные списки и пропорциональная избирательная система, при этом половина делегатов выбирается по общенациональному списку, другая половина по спискам в 9 провинциях. Национальная ассамблея возглавляется спикером. Последние выборы прошли 29 мая 2024 года, действующий спикер, Токо Дидиза была избрана 14 июня 2024 года.

## История

Схема изменения состава Национальной ассамблеи

Национальная ассамблея Южно-Африканской Республики впервые была избрана на первых выборах, проведённых после апартеида. Африканский национальный конгресс во главе с Нельсоном Манделой одержал уверенную победу, заполучив 252 места из 400 возможных. Национальная партия, правившая в 1948—1994 годах, заняла второе место с 82 мандатами. Третьей стала Партия свободы Инката, которая получила 43 места. Кроме того, ещё 4 партии прошли в нижнюю палату. Первым спикером Ассамблеи стала представительница АНК Френе Джинвала.
На следующих выборах в 1999 году АНК выиграл 266 мест, ему не хватило всего одного места для большинства в 2/3 мандатов, которое давало бы возможность изменять конституцию силами одной партии. Демократическая партия, имевшая в предыдущем парламенте 7 депутатов, расширила своё представительство до 38 мест и стала официальной оппозицией. Количество партий увеличилось до 13.
На выборах 2004 года Африканский национальный конгресс снова выиграл выборы и делегировал 279 депутатов, получив возможность менять конституцию. Демократическая партия, переименованная в Демократический альянс, заполучила 50 мест.
На последних выборах 2009 года АНК потерял квалифицированное большинство, но остался главной силой в нижней палате, обладая 264 местами. Поддержка ДА увеличилась, и он получил 67 мандатов. Третье место заняла новая партия — Народный конгресс, получившая 30 мест. Наконец, Партия свободы Инката делегировала 18 депутатов. Ещё 9 более мелких партий заняли оставшееся 21 место.
| Выборы | Дата      | АНК | ДП / ДА | НП / ННП | НК | ПСИ | ФФ / ФФ+ | ОДД | АХДП | НД | Другие |
| ------ | --------- | --- | ------- | -------- | -- | --- | -------- | --- | ---- | -- | ------ |
| 1994   | 27 апреля | 252 | 7       | 82       | —  | 43  | 9        | —   | 2    | —  | 5      |
| 1999   | 2 июня    | 266 | 38      | 28       | —  | 34  | 14       | 6   | 3    | —  | 11     |
| 2004   | 14 апреля | 279 | 50      | 7        | —  | 28  | 4        | 9   | 7    | 7  | 9      |
| 2009   | 22 апреля | 264 | 67      | —        | 30 | 18  | 4        | 4   | 3    | 4  | 6      |

## Результаты выборов 2009 года
Результаты парламентских выборов 2009 года:
| Партия                                          | Лидер                                 | Голоса     | %       | +/−     | Места | +/− по сравнению с предыдущими выборами | +/− по сравнению с ситуацией перед выборами |
| ----------------------------------------------- | ------------------------------------- | ---------- | ------- | ------- | ----- | --------------------------------------- | ------------------------------------------- |
| Африканский национальный конгресс               | Джейкоб Зума                          | 11 650 748 | 65,90   | ▼3,80   | 264   | ▼15                                     | ▼33                                         |
| Демократический альянс                          | Хелен Зилле                           | 2 945 829  | 16,66   | ▲4,29   | 67    | ▲17                                     | ▲20                                         |
| Народный конгресс                               | Мосиуоа Лекота                        | 1 311 027  | 7,42    | ▲7,42   | 30    | ▲30                                     | ▲30                                         |
| Партия свободы Инката                           | Мангосуту Бутелези                    | 804 260    | 4,55    | ▼2,42   | 18    | ▼10                                     | ▼5                                          |
| Независимые демократы                           | Патрисия де Лилль                     | 162 915    | 0,92    | ▼0,81   | 4     | ▼3                                      | ▬                                           |
| Объединённое демократическое движение           | Банту Холомиса                        | 149 680    | 0,85    | ▼1,43   | 4     | ▼5                                      | ▼2                                          |
| Фронт свободы плюс                              | Питер Мюльдер                         | 146 796    | 0,83    | ▼0,06   | 4     | ▬                                       | ▬                                           |
| Африканская христианско-демократическая партия  | Кеннет Мешое                          | 142 658    | 0,81    | ▼0,80   | 3     | ▼4                                      | ▼1                                          |
| Объединённая христианско-демократическая партия | Лукас Мангопе                         | 66 086     | 0,37    | ▼0,38   | 2     | ▼1                                      | ▼1                                          |
| Панафриканский конгресс Азании                  | Летлапа Мпхахлеле                     | 48 530     | 0,27    | ▼0,45   | 1     | ▼2                                      | ▬                                           |
| Фронт меньшинства                               | Амичанд Раджбанси                     | 43 474     | 0,25    | ▼0,11   | 1     | ▼1                                      | ▼1                                          |
| Народная организация Азании                     | Джейкоб Дикобо                        | 38 245     | 0,22    | ▼0,03   | 1     | ▬                                       | ▬                                           |
| Африканский народный конвент                    | Темба Годи                            | 35 867     | 0,20    | ▲0,20   | 1     | ▲1                                      | ▼1                                          |
| Прочие партии (не прошли в парламент)           | Прочие партии (не прошли в парламент) | 134 614    | 0,77    | 0,77    |       |                                         |                                             |
| Всего                                           | Всего                                 | 17 680 729 | 100     | 100     | 400   | 400                                     | 400                                         |
| Испорченные бюллетени                           | Испорченные бюллетени                 | 239 237    | 239 237 | 239 237 |       |                                         |                                             |

## Нынешний состав

Схема, показывающая расположение мест в Национальной ассамблее

| Партия                                         | Места |
| ---------------------------------------------- | ----- |
| Африканский национальный конгресс              | 159   |
| Демократический альянс                         | 87    |
| Копьё нации                                    | 58    |
| Борцы за экономическую свободу                 | 39    |
| Партия свободы Инката                          | 17    |
| Патриотический альянс                          | 9     |
| Действие за Южную Африку                       | 6     |
| Фронт свободы плюс                             | 6     |
| Объединённое демократическое движение          | 3     |
| Африканская христианско-демократическая партия | 3     |
| Райз Мзанси                                    | 2     |
| Аль-Джама-ах                                   | 2     |
| Движение за трансформацию Африки               | 2     |
| Построить Единую Южную Африку                  | 2     |
| Национальный конгресс цветных                  | 2     |
| Панафриканский конгресс Азании                 | 1     |
| Трансформация объединённых африканцев          | 1     |
| Партия Гуд                                     | 1     |
| Всего                                          | 400   |